# Championnats d'Afrique de VTT 2015
Navigation
Édition précédente Édition suivante
Les Championnats d'Afrique de VTT 2015 ont lieu du 5 au 10 mai 2015, à Musanze au Rwanda.

## Résultats

### Cross-country
| Épreuves       | Or               | Argent            | Bronze            |
| -------------- | ---------------- | ----------------- | ----------------- |
| Hommes élites  | James Reid       | Matthys Beukes    | Rourke Croeser    |
| Hommes juniors | Tristan de Lange | Brandon Plaatjies | Johan Hartzenberg |
| Femmes élites  | Bianca Haw       | Cherie Vale       | Michelle Vorster  |
| Femmes juniors | Skye Davidson    | Stacey Hyslop     |                   |

## Tableau des médailles
| Rang  | Nation         | Or | Argent | Bronze | Total |
| ----- | -------------- | -- | ------ | ------ | ----- |
| 1     | Afrique du Sud | 2  | 2      | 2      | 6     |
| 2     | Namibie        | 1  | 1      | 1      | 3     |
| 3     | Zimbabwe       | 1  | 1      | 0      | 2     |
| Total | Total          | 4  | 4      | 3      | 11    |